# NGC 3869
NGC 3869 (również PGC 36669 lub UGC 6737) – galaktyka spiralna (Sa), znajdująca się w gwiazdozbiorze Lwa. Odkrył ją John Herschel 10 marca 1826 roku. Jest to galaktyka z aktywnym jądrem typu LINER.